# Tahitské ženy
Tahitské ženy (též Tahiťanky na pláži, fr. Femmes de Tahiti, případně Femmes de Tahiti, ou Sur la plage) je obraz od francouzského malíře, postimpresionisty Eugèna Henriho Paula Gauguina (1848–1903). Originál obrazu je umístěn v muzeu d'Orsay v Paříži ve Francii. Obraz je podepsán vpravo dole: „P.Gauguin 91“.
Gauguin byl vůdčí osobností postimpresionismu, jeho tvůrčí období trvalo od roku 1876 až roku 1903. Jeho obraz Tahitské ženy zachycuje dvě domorodé ženy na tichomořském ostrově Tahiti, sedící uvolněně na pláži. Gauguin našel na Tahiti ideální prostředí pro své obrazy. Domorodci ho přijali za svého a on si brzy osvojil jejich zvyky a žil s domorodou dívkou Téhourou. Gauguin bývá označován za nejsilnější uměleckou osobnost malířského syntetismu. Jeho experimenty s barvou výrazně ovlivnily moderní umění počátku 20. století. Gauguin barvy nerozkládá jako ostatní impresionisté na drobné skvrny, které si divákovo oko složí a vytvoří v něm výsledný dojem přirozenosti zobrazovaného tématu. Naopak, barvy nanáší v souvislých plochách a ohraničuje je konturou. Jako jeden z prvních se přihlásil k primitivismu, který se vyznačuje zjednodušeným až přehnaným zobrazením tvarů lidského těla a výraznými a kontrastními barvami. Tento umělecký styl vznikl částečně i díky obdivu Gauguinově k umění primitivních kultur Afriky, Mikronésie a severoamerických Indiánů.